# Franc malien
Pour les articles homonymes, voir franc.
Le franc malien a été la monnaie du Mali entre le 1er juillet 1962 et le 1er juillet 1984, remplaçant le franc CFA pendant cette période.
Monnaie non convertible, de valeur initiale égale à celle d'un franc CFA, le franc malien a été dévalué dès 1963. Une nouvelle dévaluation a eu lieu le 6 mai 1967.
Bien que seule monnaie officielle du pays, le Mali affirmait ne pas quitter la zone franc lorsqu'il créa cette monnaie, bien que de facto ce fût le cas.
Le taux d'inflation au Mali atteignant les 25 % en 1984, le pays ré-adopte le franc CFA.
Les pièces et les billets du franc malien étaient produits en Tchécoslovaquie.

## Historique
Le franc malien est mis en place dans la continuité de l'indépendance du pays, afin d’avoir une politique monétaire et de taux d'intérêts indépendante. Dans le même temps, le pays se rapproche des pays de l'Est et fait frapper ses pièces et imprimer ses billets en Tchécoslovaquie[Quand ?].
La mise en circulation de la nouvelle monnaie, le 1er juillet 1962, laisse jusqu’au 15 juillet aux Maliens pour changer leurs francs CFA en francs maliens. L'indépendance monétaire se met en place cependant sous la contrainte et ne s'est jamais réellement faite accepter, les Maliens redoutant des dévaluations de la nouvelle monnaie.[réf. nécessaire] Ceux-ci préfèrent garder leurs francs CFA, via les échanges commerciaux avec les pays voisins, comme le Sénégal. Le gouvernement interdit alors la conversion en franc CFA, arrêté et emprisonné les utilisateurs de cette monnaie, et finit par dévaluer de 50 % le franc malien en 1967 afin de relancer l’économie malienne. Le retour au franc CFA, en 1984, se fait sur cette même base : deux francs maliens pour un franc CFA.[réf. nécessaire]